# ماریو کیلر
ماریو کیلر (انگلیسی: Mario Killer؛ زادهٔ ۱۵ اوت ۱۹۵۱) بازیکن فوتبال آرژانتینی است. او در باشگاه‌های متعددی در آرژانتین و اسپانیا بازی کرده است. وی همچنین در کوپا آمریکا ۱۹۷۵ در ترکیب تیم ملی حضور داشت.